# Bhadarwa
Bhadarwa var ett indiskt furstendöme under en hinduisk thakur sahib från 1483.[källa behövs]

## Härskare

### Thakur Sahib
- 1917 - 1935, Ranjitsimhji Amarsimhji
- 1935 - 1947, Natwarsinhji Ranjitsinhji